# Circolo Canottieri Saturnia
Il Circolo Canottieri Saturnia A.S.D. è una storica associazione sportiva remiera di Trieste fondata nel 1864.

## Storia
La società fu fondata nel 1864 come Ruder Verein Hansa da un gruppo di tedeschi insediatisi a Trieste, allora principale scalo portuale dell'Impero d'Austria. Nel 1880 la compagine s'insediò definitivamente nel sobborgo di Barcola e nel 1897 ribattezzata Ruder Club Hansa.
Al termine della prima guerra mondiale, con il passaggio di Trieste all'Italia, le varie associazioni della città giuliana vennero sottoposte al controllo delle nuove autorità italiane per rilevare eventuali legami con l'Austria o il nazionalismo jugoslavo. Il teutonico Hansa, riferimento alla lega anseatica, dovette essere rimpiazzato nel 1927 con un più latino Saturnia. Il club, che fino a prima della guerra era frequentato da tedeschi e austriaci, vide dopo il 1918, quando la maggioranza della comunità di lingua tedesca lasciò la città, un ingresso di nuovi soci italiani.